# Rodriguesrohrsänger

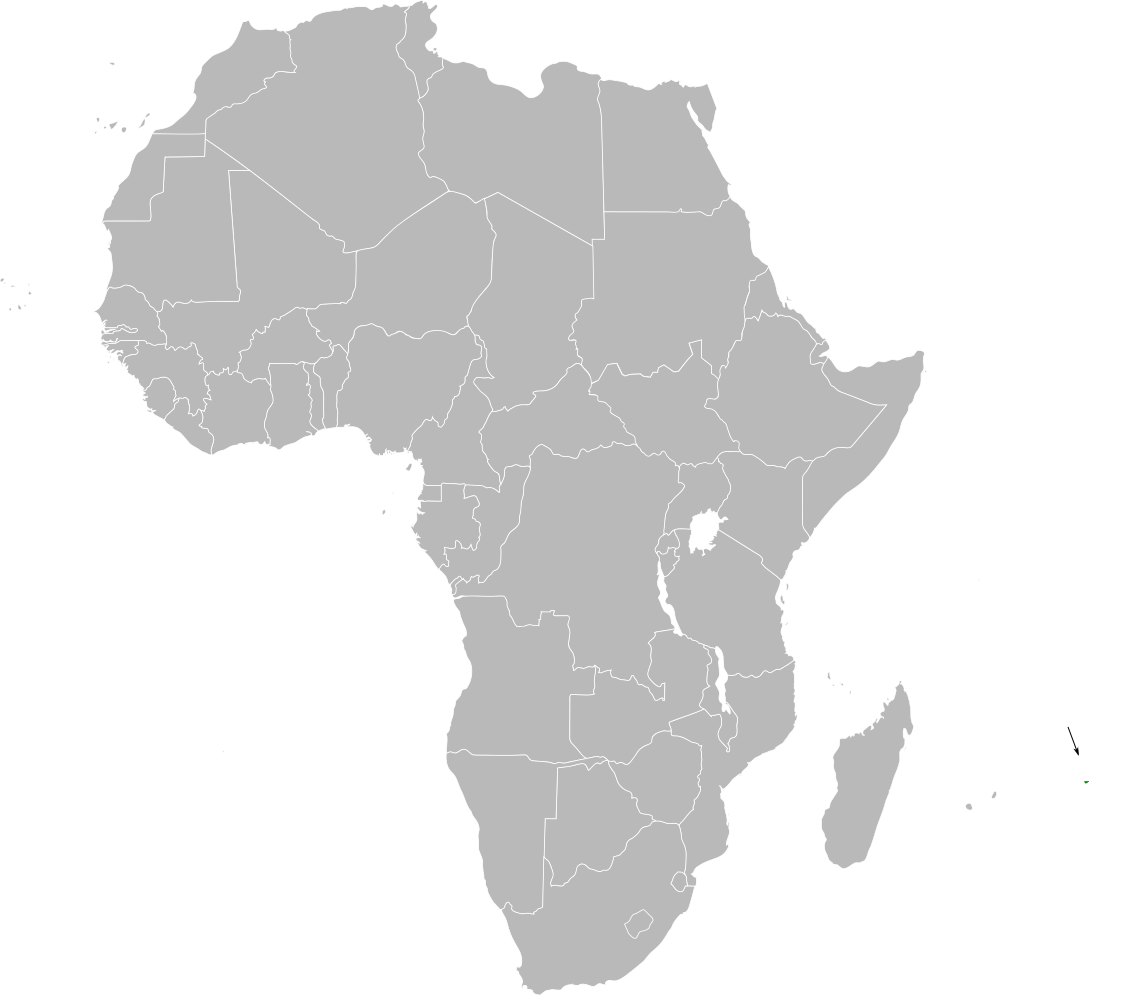
Verbreitung des Rodriguesrohrsängers (Acrocephalus rodericanus)

Der Rodriguesrohrsänger (Acrocephalus rodericanus) ist ein seltener Singvogel, der auf der Maskarenen-Insel Rodrigues endemisch ist. Er ist nahe mit dem Seychellenrohrsänger (Acrocephalus sechellensis) verwandt.

## Beschreibung
Der Rodriguesrohrsänger erreicht eine Länge von 13,5 Zentimeter. Er ist einheitlich olivbraun an der Oberseite und hell schmutziggelb an der Unterseite. Der Schnabel ist lang. Am Unterschnabel zeigt er eine rosa Färbung. Der Oberkopf ist durch eine aufrechte Federhaube gekennzeichnet. Die Stimme besteht aus einem schrillen, schnatternden Alarmruf und einem melodischen Gesang.

## Vorkommen und Lebensweise
Der Rodriguesrohrsänger ist ein territorialer Insektenfresser, der in der Dickicht-Vegetation auf Zentral-Rodrigues vorkommt. Die eingeführte Malabarpflaume (Syzygium jambos) ist die dominierende Pflanzenart in diesem Lebensraum. Des Weiteren bewohnt er Plantagen mit Swietenia, Tabebuia und Araucaria sp.

## Gefährdung
Der Rodriguesrohrsänger gehört zu den seltensten Vogelarten der Maskarenen. 150 Individuen leben in einem etwa 3 km² großen Brutareal. Früher kam der Rodriguesrohrsänger noch häufig auf Rodrigues vor. Bis in die 1970er Jahre nahm der Bestand jedoch so dramatisch ab, dass man 1979 nur noch 17 Exemplare (8 Paare und einen Einzelvogel) zählte. Ab 1982 nahm der Bestand wieder zu und seit 1999 liegt er bei etwa 150 Vögeln. Nutzholzgewinnung, landwirtschaftliche Nutzung und Überweidung haben den Lebensraum auf eine Savannenlandschaft mit wenigen Bäumen reduziert. Gegenwärtig geht die stärkste Gefährdung von Katzen und Ratten aus.